# Железопътен завод „София“
Железопътен завод „София“ е промишлено предприятие в София, функционирало от 1888 до 2003 г.
Заводът произвежда железопътни локомотиви и вагони. Той е основан под името Главна железопътна работилница и е едно от първите машиностроителни предприятия в града. По-късно е преименуван на Локомотивно-вагонен завод „Георги Димитров“ (1947), Железопътен завод „Георги Димитров“ (1958) и Железопътен завод „София“. В началото на 90-те години заводът има около 7000 работници, но поради значителния спад в дейността на основния му клиент, Български държавни железници, изпада в тежко финансово състояние и фалира.